# Сильвестр (лунный кратер)
Кратер Сильвестр (лат. Sylvester) — крупный древний ударный кратер в области северного полюса на обратной стороне Луны. Название присвоено в честь английского математика Джеймса Сильвестра (1814—1897) и утверждено Международным астрономическим союзом в 1964 г. Образование кратера относится к нектарскому периоду.

## Описание кратера

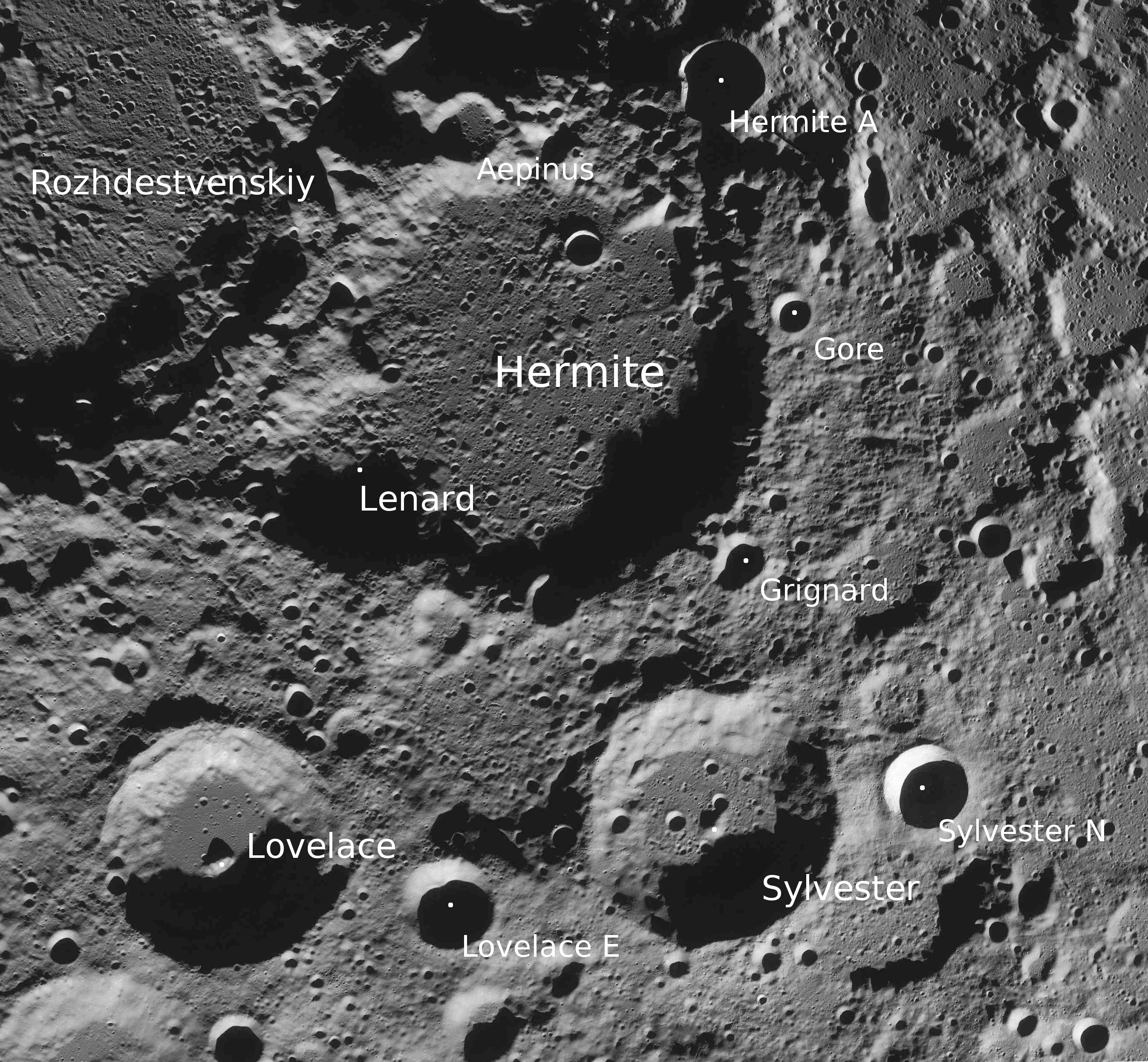
Окрестности кратера Сильвестр. Снимок зонда Lunar Reconnaissance Orbiter.

Ближайшими соседями кратера являются примыкающий на северо-западе кратер Хабер; кратер Эрмит на севере; кратер Гриньяр на севере-северо-востоке; кратер Паскаль на юге-юго-востоке и кратер Брианшон на юге-юго-западе. На юге от кратера находится цепочка кратеров Сильвестра. Селенографические координаты центра кратера 82°39′ с. ш. 81°13′ з. д. / 82,65° с. ш. 81,22° з. д., диаметр 59.3 км, глубина 2980 м.
Кратер Сильвестр имеет близкую к циркулярной форму, умеренно разрушен. Вал с несколько сглаженной, но четко очерченной кромкой, северо-восточный участок вала имеет седлообразное понижение. Внутренний склон вала сохранил остатки террасовидной структуры. Высота вала над окружающей местностью достигает 1190 м, объем кратера составляет приблизительно 2800 км³. Дно чаши кратера плоское, вероятно выровнено лавой, отмечено несколькими маленькими чашеобразными кратерами в северной части, имеется небольшой округлый центральный пик.
Является кратером вечной тьмы.

## Сателлитные кратеры

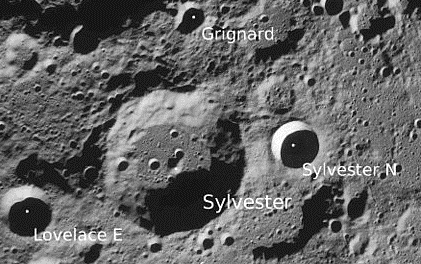
Снимок зонда Lunar Reconnaissance Orbiter.

| Сильвестр | Координаты                                            | Диаметр, км |
| --------- | ----------------------------------------------------- | ----------- |
| N         | 82°25′ с. ш. 68°41′ з. д. / 82,41° с. ш. 68,68° з. д. | 20,0        |